# Dahler Volmeschlucht
Die Dahler Volmeschlucht ist eine naturräumliche Untereinheit mit der Ordnungsnummer 3361.20 der Volme-, Nahmer- und Lennetalschluchten (3361.2) innerhalb des Märkischen Oberlands (3361). Sie umfasst laut dem Handbuch der naturräumlichen Gliederung Deutschlands die in die Hülscheider Hochflächen (3361.3), der Breckerfelder Hochfläche (3361.2) und den Halver-Lüdenscheider Hochflächen (3361.6) tief eingeschnittenen, zumeist bewaldeten Täler der Volme und ihrer Nebenflüsse zwischen Lüdenscheid-Oberbrügge und Hagen.
In Aufweitungen des Talraums der Volme liegen die Hagener Ortsteile Dahl und Rummenohl, sowie der Ortskern von Schalksmühle und der Lüdenscheider Ortsteil Brügge. Die Bahnstrecke Hagen–Dieringhausen (Volmetalbahn) und die Bundesstraße 54 folgen dem Lauf der Volme durch den Naturraum und füllen das Haupttal zwischen Rummenohl und Dahl fast vollständig aus. Dort durchschneidet der windungsreiche Fluss in Engstellen harte Diabasgänge.
Neben dem 200 m tief in das Rumpfgebirge eingeschnittenen Volmetal zählen die seitlichen Kerbtäler der Linnepe unterhalb von Schloss Oedenthal, der Hälver unterhalb der Heesfelder Mühle und des Schlechtenbachs bzw. der Bräumke unterhalb von Mittelcarthausen, der Glör unterhalb der Glörtalsperre, der Sterbecke unterhalb der Rölveder Mühle, des Epscheider Bachs mit den Quellbächen Saure Epscheid, Süße Epscheid und dem Langscheider Bach am Krägeloher Berg, der Asmecke und des Rumscheider Bachs bei Hagen-Dahl und der Hamperbach unterhalb der Hampermühle zu dem Naturraum.
Das lebhafte Gefälle der Volme von 7,5 ‰ begünstigte die Ansiedlung von zahlreichen protoindustriellen Wassermühlen und Hammerwerken. Bei Hochwasser ufert der Fluss häufig aus, in Trockenzeiten führt er aber wenig Wasser. Die Enge des Tals verhinderte bis auf wenige Ausnahmen die Entwicklung größerer Ortschaften.